# Des femmes disparaissent
Pour plus de détails, voir Fiche technique et Distribution.
Des femmes disparaissent est un film policier français, réalisé par Édouard Molinaro et sorti en 1959.

## Synopsis
Pierre et Béatrice habitent à Marseille dans le même immeuble. Ils s'aiment l'un et l'autre. Un soir, Béatrice a un mystérieux rendez-vous. Pierre la suit mais se fait agresser par deux hommes, Tom et Nasol, à la solde d'un caïd de la ville, Quaglio, qui lui volent ses papiers. Quaglio tue Nasol et dépose son cadavre dans un garage, avec les papiers de Pierre à côté. Pierre, quant à lui, parvient à suivre Tom et se retrouve dans une villa, où plusieurs jeunes femmes ont été invitées et se font séduire par des inconnus, qui se font passer pour des gens respectables et qui les enlèvent en leur faisant miroiter un avenir magnifique. Une lutte sans merci entre eux et Pierre s'engage, jusqu'à l’arrivée de la police et se fait tuer par Tom qui a repris les papiers de Pierre. Il part à la recherche de Béatrice...

## Fiche technique
- Titre : Des femmes disparaissent
- Réalisation : Édouard Molinaro assisté de Claude Levillain
- Scénario : Gilles Morris-Dumoulin, d'après son roman
- Dialogues : Albert Simonin
- Adaptation : Albert Simonin et G. Morris-Dumoulin
- Assistant réalisateur : Pierre Cosson
- Photographie : Robert Juillard
- Cameraman : Daniel Diot assisté de Roger Tellier et Yan Le Masson
- Montage : Laurence Mery assistée de Nina Companeez
- Son : Jean Rieul
- Maquillage : Alexandre Marcus et Éliane Marcus
- Musique : Art Blakey's Jazz Messengers
- Décors : Georges Levy assisté de Marc Desages
- Sociétés de production : Les Productions Jacques Roitfeld - Sirius Films (Paris)
- Directeur de production : Jean Mottet
- Régie générale : Jacques Serres
- Studios de Boulogne
- Année de réalisation : 1958
- Pays de production :  France
- Durée : 85 minutes
- Genre : Policier
- Date de sortie :
  - France -  1er mai 1959[1]
- Affiche : Guy-Gérard Noël (France)

## Distribution
- Robert Hossein : Pierre Rossi, le fiancé de Béatrice
- Estella Blain : Béatrice, sa fiancée qui a de mystérieux rendez-vous
- Philippe Clay : Tom, un homme de main de Quaglio
- Magali Noël : Coraline Merlin
- Jacques Dacqmine : Victor Quaglio, un caïd marseillais
- Pierre Collet : Nasol, un homme de main de Quaglio
- Jane Marken : Madame Cassini
- François Darbon : Camille, le « maître d'hôtel »
- William Sabatier : Carel
- Monique Vita : Nina, une fille
- Jacques Seiler : le policier dans la voiture
- Marcel Bernier : l’inspecteur Thomas
- Jean Juillard : Lambert
- Liliane David : Madeleine, une fille
- Robert Lombard : Georges Merlin
- Jean Degrave
- Anita Treyens : Brigitte, une fille
- Claudie Laurence : Jacqueline, une fille
- Dominique Boschero : une fille
- Alain Nobis
- Yvon Sarray
- Olivier Mathot